# Palaeodocosia alpicola
Palaeodocosia alpicola är en tvåvingeart som först beskrevs av Gabriel Strobl 1895.  Palaeodocosia alpicola ingår i släktet Palaeodocosia och familjen svampmyggor. Arten har ej påträffats i Sverige. Inga underarter finns listade i Catalogue of Life.